# Jutrowoj
Jutrowoj – staropolskie imię męskie, złożone z dwóch członów, rzeczowników: Jutro- („świt, ranek, jutro”, psł. „utro”) i -woj (scs. vojь – „wojownik”).
Imieniny obchodzi 31 sierpnia.
Inne podobne imiona, mające pierwszy człon wspólny to Jutrota (wywodzą się z tego imienia nazwy miejscowości: Jutrocice Dolne i Górne) i Jutrowuj. 